# Velika nagrada Monaka 1934
Velika nagrada Monaka 1934 je bila prva neprvenstvena dirka Grandes Épreuves v sezoni 1934. Odvijala se je 2. aprila 1934 v Monaku.

## Poročilo

### Pred dirko
Vsi dirkači z Maseratijevimi dirkalniki so bili v težavah, kajti njihovi dirkalniki so se izkazali za pretežke, zato so morali namestiti lažja aluminijasta kolesa, da so zadostili pravilu o maksimani masi dirkalnika (750 kg). Philippe Étancelin, ki je dirkal z lanskim modelom dirkalnika Maserati 8CM, je moral namestiti celo dodatna krilca na šasijo, da je zadostil pravilu o minimalni širini dirkalnika ob voznikovem sedežu (850 mm). Carlo Felice Trossi je prvi dan kvalifikacijskih treningov postavil čas 1:59, v soboto pa je bil še sekundo hitrejši. Tako Whitney Straight, kot Robert Benoist sta na treningu raztreščila svoja dirkalnika, toda slednjemu ga ni uspelo popraviti do dirke, tako da ni štartal, med tem ko je Straight uspel popraviti dirkalnik z rezervnimi deli, ki so jih pripeljali z letalom. Prva dirka sezone je potekala na velikonočni ponedeljek. Tik pred dirko je Rudolf Caracciola, ki je na lanski dirki doživel hudo nesrečo, počasi odpeljal častni krog po stezi ob bučnem aplavzu gledalcev.  

### Dirka
Najbolje je štartal René Dreyfus, toda že kmalu ga je uspel prehiteti Louis Chiron, sledila pa so jima še Étancelin, Achille Varzi, Guy Moll, Piero Taruffi, Tazio Nuvolari in Whitney Straight. Trossi je moral že v drugem krogu na postanek v bokse po nove svečke. Tesen obračun za tretje mesto med Étancelinom in Varzijem se je končal, ko je moral slednji na dvominutni postanek v bokse zaradi težav s svečkami in zavorami. Tudi Nuvolari in Taruffi sta se borila za boljše mesto, toda le do vrtenja Taruffija ob izstopu iz predora. Étancelin se je približal Dreyfusu, ga prehitel in že lovil vodilnega Chirona. 
Po dvajsetih krogih je bil vrstni red pri vrhu Chiron, Étancelin, Dreyfus, Moll, Nuvolari, Taruffi, Straight, Marcel Lehoux, Eugenio Siena, Varzi, Renato Balestrero in Pierre Veyron. Na polovici dirke je Étancelin zaostajal šestinštirideset sekund za vodilnim Chiron, toda v zanki Loews je pretiraval in odneslo ga je v vreče peska. Lahko je nadaljeval, toda s pokvarjenim krmilnim sistemom. V šestinpetdesem krogu je po postanku Dreyfusa zaradi težav s sklopko drugo mesto prevzel Moll. Tudi Trossi in Varzi sta morala na postanek v boksih, Varzi je že očitno obupal nad dobro uvrstitvijo, saj je le še križaril po stezi s cigaro v ustih. 
Nuvolari se je prebil do tretjega mesta, toda zopet zaostal zaradi težav z zavorami. Chiron je imel skoraj krog prednosti dva kroga pred ciljem, toda v zanki pri postaji je naredil napako in zletel v vreče peska. Tri minute je trajalo, da je porinil svoj dirkalnik nazaj na stezo in ga vžgal. Med tem ga je prehitel Moll in zmagal z minuto prednosti, tretje mesto je osvojil Dreyfus, četrto Lehoux, peto pa Nuvolari.

### Po dirki
Senzancionalna zmaga mladega novega Ferrarijevega dirkača Guy Molla iz Alžirije v svojem prvem nastopu v tovarniškem moštvu se je kasneje izkazala za največji trenutek v njegovi kratki dirkaški karieri.

## Rezultati

### Dirka
| Poz | Št | Dirkač              | Moštvo                      | Dirkalnik        | Krogi | Čas/Odstop  | Št. m. |
| --- | -- | ------------------- | --------------------------- | ---------------- | ----- | ----------- | ------ |
| 1   | 20 | Guy Moll            | Scuderia Ferrari            | Alfa Romeo P3    | 100   | 3:31:31,4   | 7      |
| 2   | 16 | Louis Chiron        | Scuderia Ferrari            | Alfa Romeo P3    | 100   | + 1:02,0    | 6      |
| 3   | 8  | René Dreyfus        | Automobiles Ettore Bugatti  | Bugatti T59      | 99    | +1 krog     | 3      |
| 4   | 18 | Marcel Lehoux       | Scuderia Ferrari            | Alfa Romeo P3    | 99    | +1 krog     | 10     |
| 5   | 28 | Tazio Nuvolari      | Privatnik                   | Bugatti T59      | 98    | +2 kroga    | 5      |
| 6   | 24 | Achille Varzi       | Scuderia Ferrari            | Alfa Romeo P3    | 98    | +2 kroga    | 4      |
| 7   | 4  | Whitney Straight    | Whitney Straight Ltd.       | Maserati 8CM     | 96    | +4 krogi    | 11     |
| 8   | 32 | Eugenio Siena       | Scuderia Siena              | Maserati 8C      | 96    | +4 krogi    | 12     |
| 9   | 12 | Pierre Veyron       | Privatnik                   | Bugatti T51      | 95    | +5 krogov   | 14     |
| 10  | 2  | Earl Howe           | Privatnik                   | Maserati 8CM     | 85    | +15 krogov  | 15     |
| Ods | 22 | Carlo Felice Trossi | Scuderia Ferrari            | Alfa Romeo P3    | 95    | Prenos      | 1      |
| Ods | 30 | Piero Taruffi       | Officine Alfieri Maserati   | Maserati 4C      | 91    | Vžig        | 8      |
| Ods | 14 | Philippe Étancelin  | Privatnik                   | Maserati 8CM     | 63    | Trčenje     | 2      |
| Ods | 26 | Renato Balestrero   | Gruppo Genovese San Giorgio | Alfa Romeo Monza | 51    | Diferencial | 13     |
| Ods | 10 | Jean-Pierre Wimille | Automobiles Ettore Bugatti  | Bugatti T59      | 18    | Zavore      | 9      |
| DNS | 6  | Robert Benoist      | Automobiles Ettore Bugatti  | Bugatti T59      |       | Trčenje     | 16     |